# Ryszard Tanaś
Ryszard Tanaś (ur. 15 lutego 1946 w Malinie) – polski fizyk, profesor nauk fizycznych, specjalizuje się w fizyce teoretycznej, optyce kwantowej oraz w optyce nieliniowej, nauczyciel akademicki Uniwersytetu im. Adama Mickiewicza w Poznaniu.

## Życiorys
Studia z fizyki ukończył na poznańskim UAM w 1969, gdzie następnie został zatrudniony i zdobywał kolejne awanse akademickie. Stopień doktorski uzyskał w 1975, a habilitował się w 1984. Tytuł naukowy profesora nauk fizycznych został mu nadany w 1990 roku. Zagraniczne staże naukowe odbywał m.in. w University of Florida (Gainesville, USA, 1980/81), University of Rochester (Rochester, USA, 1981 i 1984), w Zjednoczonym Instytucie Badań Jądrowych (Dubna, Rosja, 1987 i 1989-1991) oraz w australijskim University of Queensland (Brisbane, 1993, 1997, 2006).
Na macierzystym Wydziale Fizyki UAM pracuje jako profesor zwyczajny. Od 1993 do końca 2016 pełnił funkcję kierownika w Zakładzie Optyki Nieliniowej. Prowadzi zajęcia z elektrodynamiki i optyki kwantowej.
Jest członkiem komisji elektroniki kwantowej Międzynarodowej Unii Fizyki Czystej i Stosowanej (w latach 2002-2005 wiceprzewodniczący) oraz Polskiego Towarzystwa Fizycznego, a w przeszłości był także członkiem Komitetu Fizyki PAN (1999-2002).
Autor monografii Wpływ statystyki pola elektromagnetycznego na nieliniowe procesy optyczne (Wydawnictwo Naukowe UAM, 1979) oraz współautor opracowania Generacja pól kwantowych w procesie propagacji światła przez nieliniowy ośrodek aktywny optycznie (wraz z S. Kielichem i R. Zawodnym, wyd. 1987, ISBN 83-232-0049-1). Współautor (wraz z Z. Fickiem) monografii Quantum Limit Spectroscopy (Springer Series in Optical Sciences, wyd. Springer 2017). Swoje prace publikował m.in. w "Physical Review A" oraz "Quantum Optics". Członek rady redakcyjnej czasopisma "Quantum and Semiclassical Optics".
Uhonorowany m.in. Nagrodą im. Wojciecha Rubinowicza (2006). Od 2017 roku jest na emeryturze.